# Музей Боуз
Музей Боуз (англ. Bowes Museum) — художественный музей, находится в Замке Барнард, район Тиздейл, графство Дарем, Англия.

## Коллекция
В коллекции музея представлены картины Эль Греко, Франсиско Гойя, Каналетто, Жан-Оноре Фрагонара, Франсуа Буше, изделия декоративно-прикладного искусства, керамики, текстиля, гобелены, часы и костюмы, а также предметы местной истории. Имеются ранние произведения французского стеклодува Эмиля Галле, выполненные по заказу Жозефины, супруги основателя музея Джона Боуза.
Большой ценностью является автомат XVIII века Серебряный лебедь (англ. Silver Swan), который до сих пор является действующей машиной.

## История

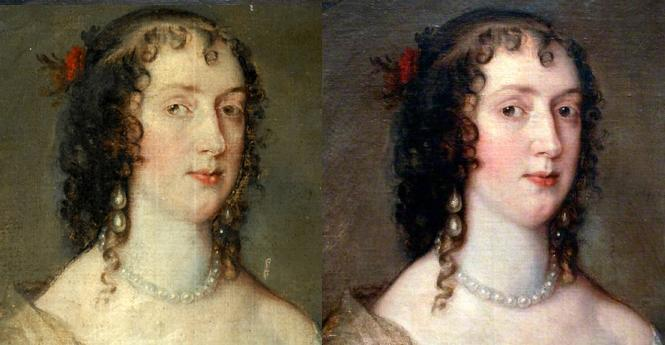
Портрет Оливии Портер до и после реставрации

Музей, как общедоступная художественная галерея, был основан в специально построенном здании Джоном Боузом (англ.) и его супругой Жозефиной Шевалье (англ.), графиней Монталбо (англ.). Коллекция музея приобреталась супругами на личные средства, так только Серебряный лебедь обошёлся им в 200 фунтов стерлингов. Но они умерли прежде, чем музей был открыт в 1892 году.
Здание музея спроектировано двумя архитекторами — французом Жюлем Пеллеше и Джоном Эдвардом Уотсоном из Ньюкасла, во французском стиле, в окружении ландшафтных садов, около 500 футов в длину и 50 футов высотой. Коллекция музея содержит уникальные наполеоновские реликвии, картины, предметы древнего Китая и редкую коллекцию предметов искусства всякого рода.
Постройка здания музея начата в 1869 году и обошлась в 100 000 фунтов стерлингов (более 10 080 000 фунтов по курсу 2012 года). В 2005 году проведена реконструкция здания с приспособлением его к запросам современного музея (обустройство кафе, торгового помещения, туалетов и т. п.).
Как сообщила BBC в 2013 году в запасниках музея искусствоведом Бендором Гросвенором была обнаружена неизвестная картина ван Дейка — портрет Оливии Портер.